# اچ‌ام‌اس سنگوین (پی۲۶۶)
اچ‌ام‌اس سنگوین (پی۲۶۶) (به انگلیسی: HMS Sanguine (P266)) یک زیردریایی بود که طول آن ۲۱۷ فوت (۶۶ متر) بود. این زیردریایی در سال ۱۹۴۵ ساخته شد.